# Antoniuskirche Lantsch/Lenz

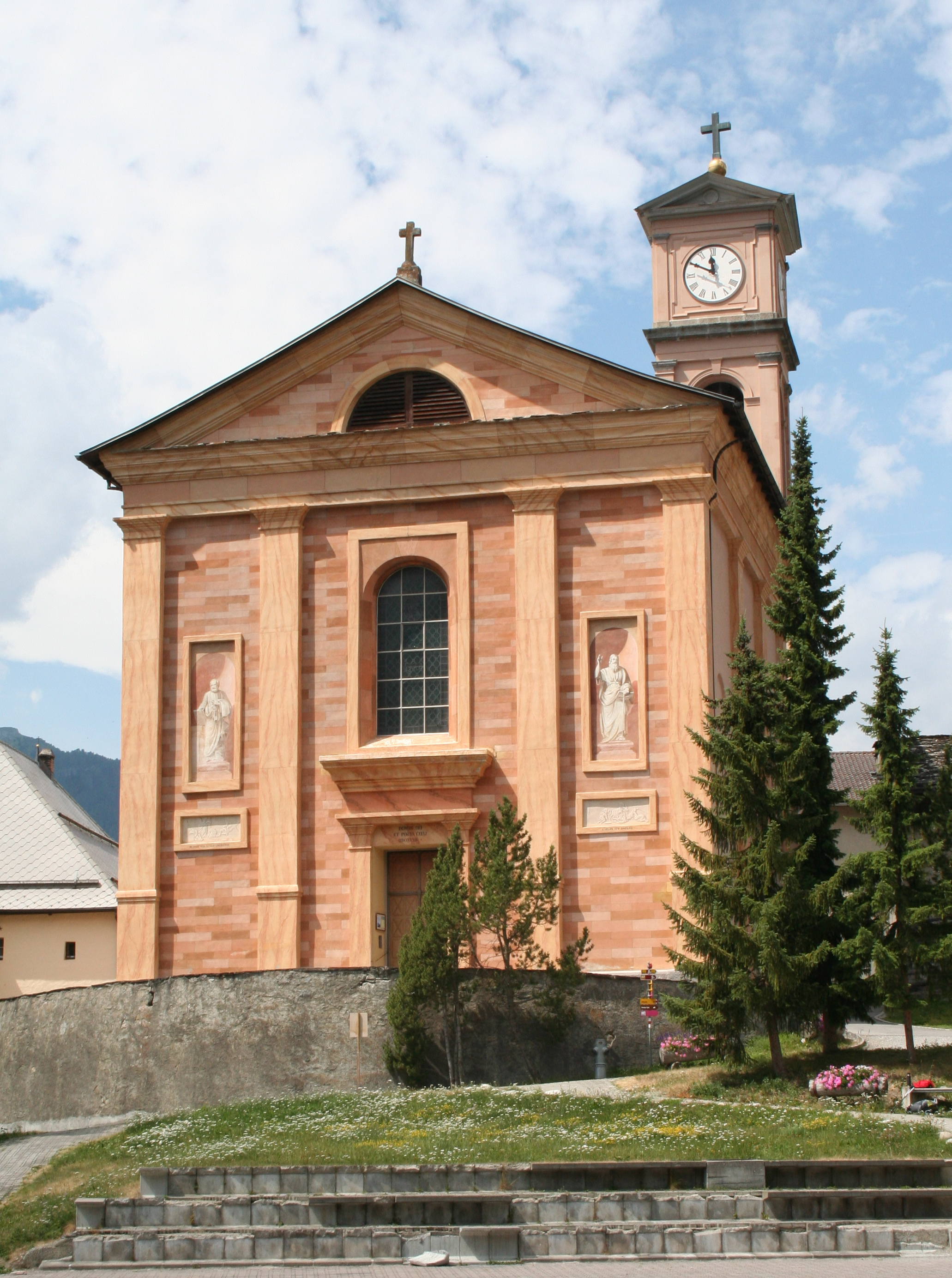
Antoniuskirche Lantsch

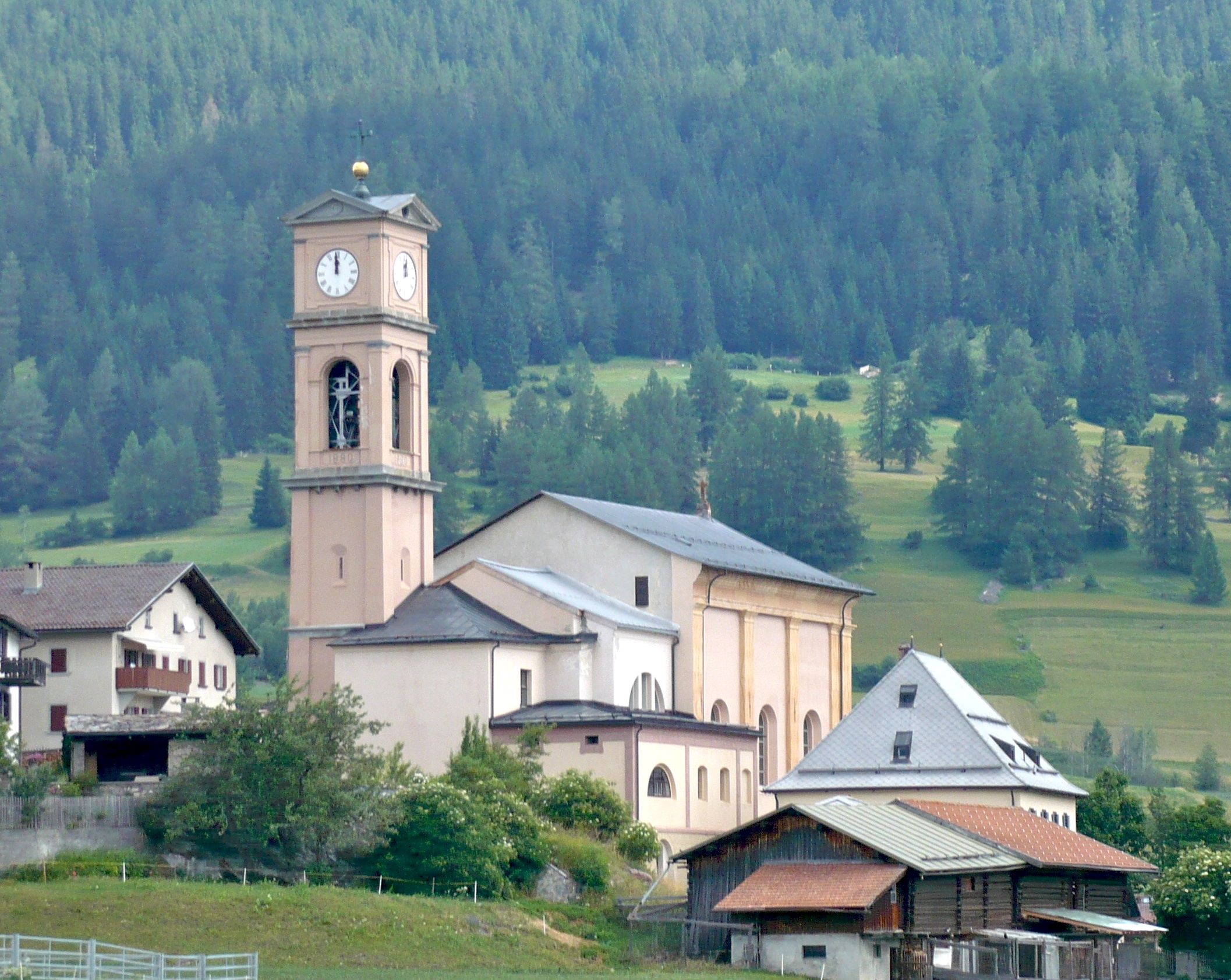
Ansicht von Westen

Die katholische Pfarrkirche St. Antonius von Lantsch/Lenz im Schweizer Kanton Graubünden steht in der Mitte des Dorfes auf einem kleinen Plateau. Sie ist Antonius von Padua gewidmet.

## Geschichte
Da die alte Pfarrkirche Sta. Maria zu klein wurde und zudem ausserhalb des Dorfes lag, beschloss die Gemeinde, angeregt durch die 1656 im Dorf tätigen Kapuziner, im Dorf eine neue Kirche zu erstellen. Am 19. August 1658 fand durch Pater Paolo von Bienno die Grundsteinlegung statt. Baumeister war Pater Dominicus von Brixen, der zuvor schon unter anderem die Kirche von Tiefencastel gebaut hatte. Die neue Kirche entstand als gewölbter Raum mit kurzen Querarmen. Am 1. Juli 1663 erfolgte die Konsekration durch Bischof Ulrich von Federspiel.
Aufgrund des ab der Mitte des 19. Jahrhunderts laufend zunehmenden Postverkehrs über Julier- und Albulapass wurde die Kirche 1855–1863 vergrössert. Baumeister war Pfarrer Capeder. Die Grundsteinlegung für den Erweiterungsbau erfolgte am 16. Juni 1855, die Neuweihung am 20. September 1863 durch Bischof Nicolaus Franziskus Florentini. 1879 wurde der Turm auf vier Geschosse erhöht; 1901 und 1983–85 wurde die Kirche restauriert.

## Gebäude

### Aussen
Die hohe Giebelfassade ist von toskanischen Pilastern in drei Abschnitte geteilt und in illusionistischer Art mit Quadern bemalt. Die Bilder auf den Seiten stammen aus der Zeit um 1860 von Johann Rizzi aus Cazis: links Simon Petrus, rechts Paulus von Tarsus. Auch die Seiten des Langhauses sind von Pilastern in vier Flächen mit grossen Rundbogenfenstern auf der Südseite gegliedert. Auf der Nordseite sind nur flache Nischen ausgebildet. Auf der Südseite des Chors ist die Sakristei angebaut; ihr gegenüber liegt das Pfarrhaus. Der halbrunde Vorplatz vor der Kirche wurde 1862 angelegt. 

### Innen

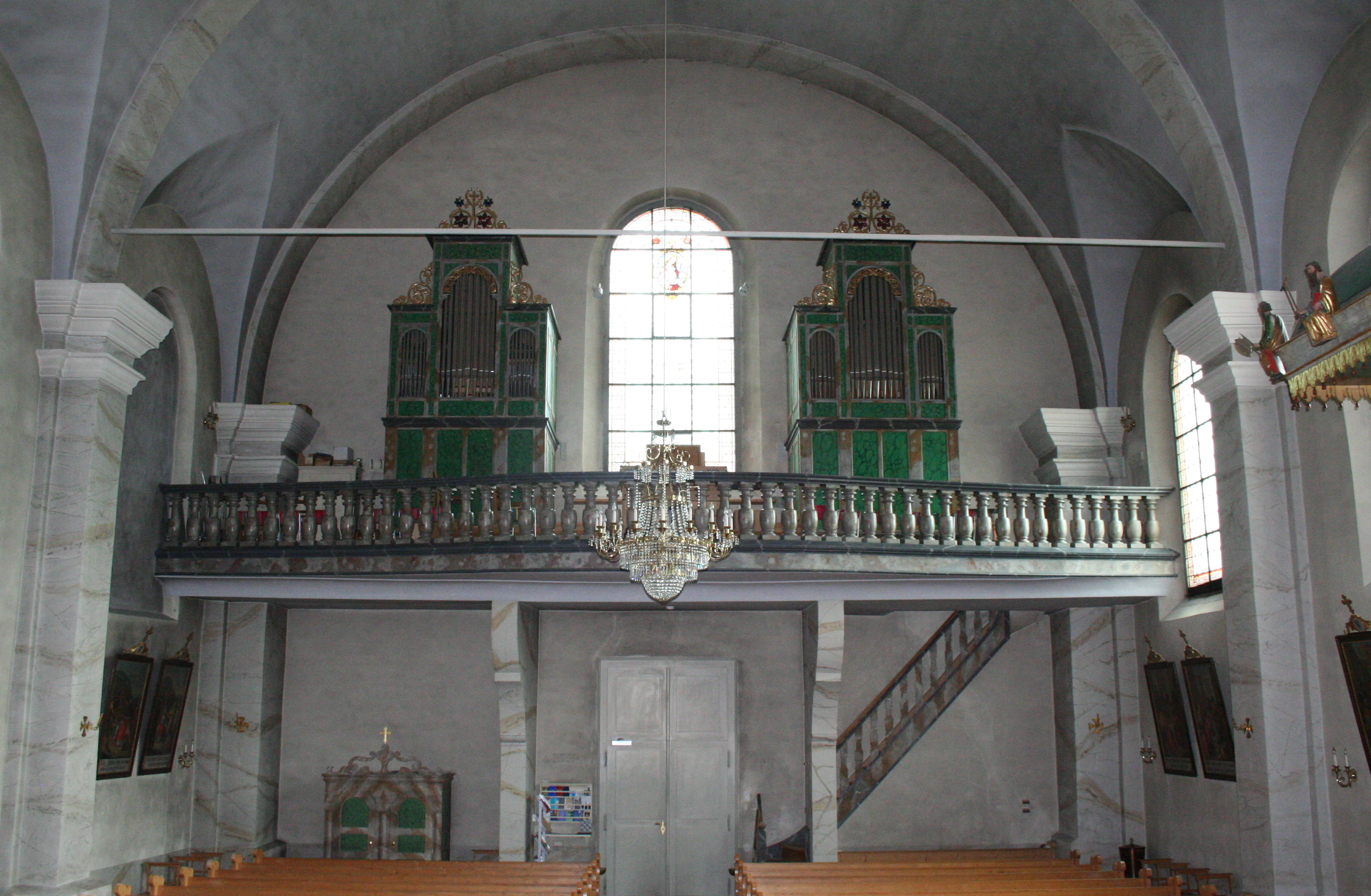
Empore

Das dreijochige gewölbte Langhaus wird von braun und grau marmorierten Pilastern gegliedert. Die Fenster an der Südseite wurden 1902 vom Glasmaler Karl Holenstein aus Wil ZH bemalt. Die Malereien in den Nischen der Nordwand zeigen das sogenannte «Eselswunder» und die Fischpredigt des heiligen Antonius und wurden im gleichen Jahr vom Architekten Gustav Dahme aus Zug geschaffen. Die Chorbogenwand wird von Bildern Johann Ritzis geschmückt.
Das frühere Querschiff des Vorgängerbaus aus dem 17. Jahrhundert bildet heute den Vorchor mit einem Kreuzgratgewölbe und seitlichen Quertonnen. Der Rechteckchor ist vom  Vorchor durch einen Chorbogen und ein dreistufiges Podest abgetrennt. Durch reiche dekorative Malereien sollte die Wirkung einer Stuckdecke erzielt werden. Einem rechteckigen Fenster auf der Südseite entspricht auf der Nordseite ein gemaltes Fenster. Die zweiteilige Orgel wurde 163 von Fidel Haaser aus Immenstadt im Allgäu geschaffen. 1928 wurde sie restauriert und erweitert.

### Ausstattung

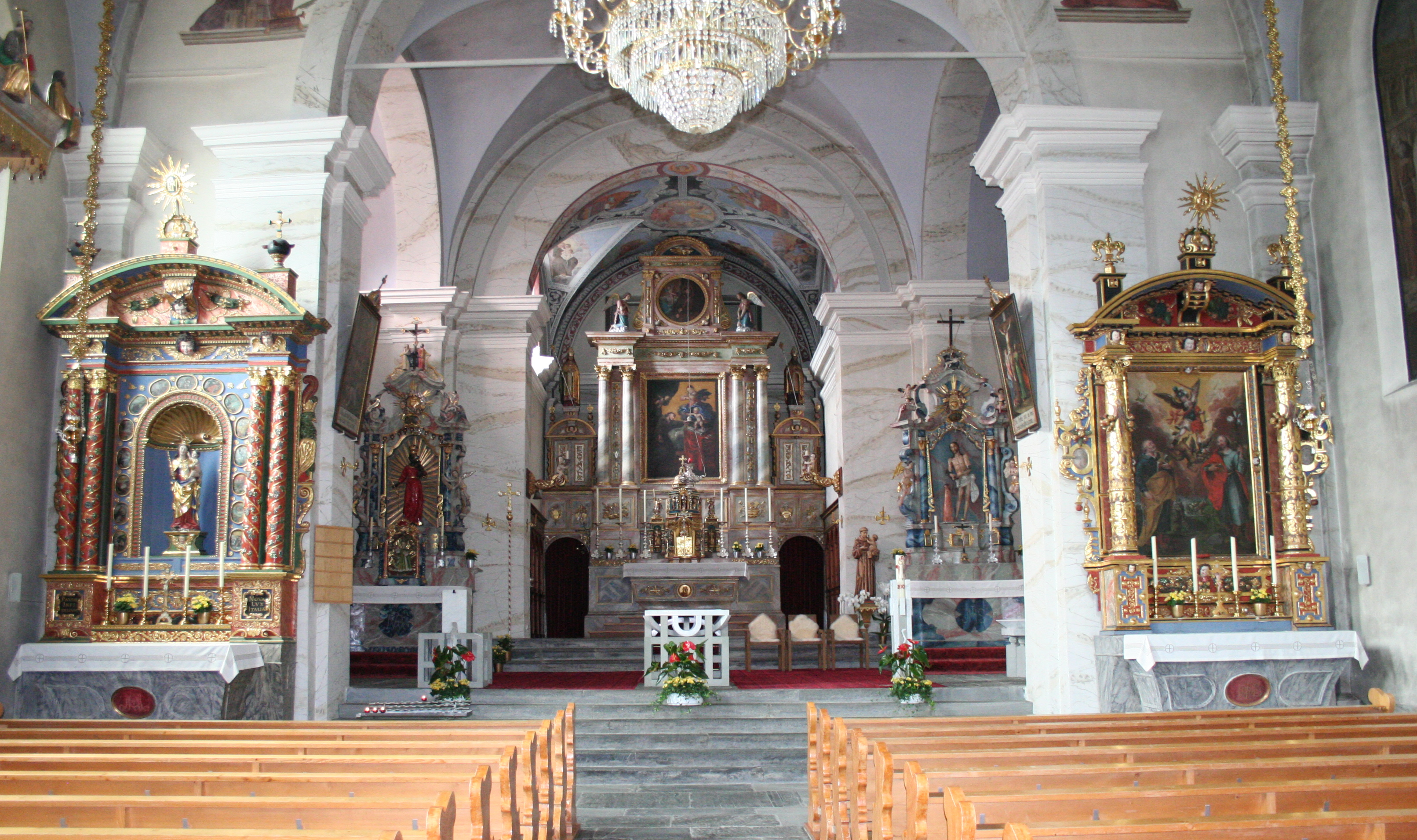
Blick in den Chor

Der zurückhaltend gestaltete Hochaltar entstand 1864/65 nach Plänen des Architekten Joseph Ettlin von Sachseln, das Altarblatt mit einer Darstellung des heiligen Antonius stammt von Meister Annen von Arth.
Einen Gegensatz dazu bildet der reich verzierte goldene Tabernakel aus dem 17. Jahrhundert. Die beiden Seitenaltäre wurden von der alteingesessenen Familie der Summerau gestiftet. 1757/58 entstand auf der rechten Seite der Passionsaltar mit einer plastischen Darstellung Christi an der Geisselsäule, der linke Altar der Einsiedler Muttergottes entstand 1759 von Antonio dell’Oglio. 
Die beiden Seitenaltäre im Langschiff und die Kanzel entstanden wohl um 1860. Die Kreuzwegstationen stammen aus der Zeit um 1740.